# Petra Lantz
Petra Maria Lantz, född 28 november 1955 i Övertorneå församling, Norrbottens län, är en svensk ekonom.
Lantz, som är dotter till stationsinspektor Lars-Göran Lantz och Margareta Lantz, avslutade sina gymnasiala studier 1974, utexaminerades från Handelshögskolan i Stockholm 1979 och deltog därefter i forskarutbildning 1979–1982. Hon bedrev ekonomisk forskning vid Ekonomiska forskningsintitutet (EFI) 1979–1980 samt vid Industrins utredningsinstitut (IUI) 1981–1982. Hon var utredningssekreterare i SOU 1979:89 Arbetsmarknad och industrirekrytering och arbetade med jämställdhetsfrågor i relation till ekonomisk utveckling. Hon anställdes vid FN:s utvecklingsprogram (UNDP) 1982, där hon arbetade med bland annat projektadministration och ekonomisk styrning i Moçambique, USA, Senegal och Guinea-Bissau innan hon blev direktör för dess representationskontor i Genève. 